# Avenida 9 de Julio
Avenida 9 de Julio (Třída 9. července) je ulice v argentinském hlavním městě Buenos Aires. Vede severojižním směrem ve vzdálenosti tří kilometrů od pobřeží Río de la Plata a spojuje náměstí Plaza Constitución se čtvrtí Retiro. Avenue je dlouhá 3,4 km a široká 140 metrů. Má v obou směrech po sedmi jízdních pruzích oddělených zeleným pásem s tipuanami a žakarandami. Po stranách ji lemují ulice Bernardo de Irigoyen, Carlos Pellegrini, Cerrito a Lima s dalšími dvěma jízdními pruhy. Guinessova kniha rekordů ji uvádí jako nejširší městskou ulici na světě, ovšem Eixo Monumental v Brasílii je s 250 metry širší.
Je pojmenována podle argentinské deklarace nezávislosti, která byla vyhlášena 9. července 1816. Její vybudování navrhl již v devatenáctém století starosta Buenos Aires Francisco Seeber. V roce 1912 byl přijat zákon, který umožnil výkup pozemků pro stavbu, avšak projekt zbrzdila světová válka a hospodářská krize. Nakonec musel být zbořen celý blok domů o šířce tří ulic, což způsobilo mimořádnou šířku komunikace. Stavba byla zahájena v roce 1935 a první úsek dlouhý 500 metrů slavnostně otevřel 12. října 1937 prezident Agustín Pedro Justo. Celá ulice byla dokončena roku 1980.
Na křižovatce s Avenidou Corrientes se nachází náměstí Plaza de la República s Obeliskem, který je symbolem města. K místním pozoruhodnostem patří francouzské velvyslanectví, divadlo Teatro Colón nebo budova Chalet Díaz. Na křižovatce s Avenidou de Mayo stojí socha Dona Quijota, kterou vytvořil Aurelio Teno. Prochází tudy trasa buenosaireského metrobusu a pod ulicí vede trasa C Metra v Buenos Aires. Přes dálnici Autopista Acceso Norte je napojena na komunikační systém Panamericana.
Na Avenidě 9 de Julio se konaly oslavy argentinského vítězství na mistrovství světa ve fotbale 2022, kterých se zúčastnil více než milion lidí.